# Everton Football Club 2013-2014
Questa voce raccoglie le informazioni riguardanti l'Everton Football Club nelle competizioni ufficiali della stagione 2013-2014.

## Stagione
La stagione 2013-2014 dell'Everton rappresenta la 60ª stagione consecutiva nella massima categoria inglese, su un totale di 111 campionati disputati nella prima divisione nazionale. Debutta sulla panchina dell'Everton dopo l'approdo di David Moyes al Manchester United come successore di Sir Alex Ferguson, lo spagnolo, ex allenatore del Wigan Athletic, Roberto Martínez.
La League Cup vede l'Everton superare il secondo turno contro lo Stevenage, squadra di League One, ma si interrompe nel turno successivo con la sconfitta a Londra contro il Fulham. L'FA Cup vedrà invece un cammino più lungo, fino in semifinale quando, sempre a Londra, l'Everton è eliminato dall'Arsenal che vince per 4-1 il match contro i Toffees.
Il percorso in Premier League vedrà l'Everton terminare in quinta posizione a quota 72 punti, il miglior punteggio mai realizzato da quando la prima divisione inglese è denominata Premier League, il più alto da 26 stagioni. Con questo risultato l'Everton si è qualificato per l'edizione 2014-2015 dell'Europa League; le competizioni europee mancavano al Goodison Park da quattro stagioni.

## Maglie e sponsor
Lo sponsor tecnico per la stagione 2013-2014 è Nike, secondo anno per la multinazionale statunitense in casa Everton, lo sponsor ufficiale è Chang Beer che ormai compare sulle divise dell'Everton dal lontano 2004. La stagione 2013-2014 vede il debutto del nuovo logo creato in collaborazione con la Nike, il nuovo simbolo tuttavia crea non poche lamentele negli ambienti Toffees, tale da mobilitare una petizione on-line che collezionò più di 25.000 firme in favore del ritorno al logo precedente. La società con un comunicato ufficiale sul sito internet della squadra, afferma che il nuovo logo si mantiene per la stagione che va iniziando, per poi poter in futuro essere ridisegnato con la collaborazione di tutto il popolo Toffees.
|  | Casa | Trasferta | Terza divisa |

## Organigramma societario
Dal sito internet ufficiale della società.
Area direttiva
- Presidente: Bill Kenwright CBE
- Vice presidente: Jon Woods
- Direttori generali: Robert Earl, Sir Philip Carter CBE
- Amministratore delegato: Robert Elstone

Area organizzativa
- Team manager: Roberto Martínez
- Life President: Sir Philip Carter CBE
- Vice Life President: Keith Tamlin
- Responsabile stadio: Alan Bowen

Area comunicazione
- Direttore comunicazione: Paul Tyrrell
- Responsabile media e comunicazioni: Mark Rowan

Area marketing
- Direttore commerciale: Dave Biggar
- Responsabile finanze: Martin Evans

Area tecnica
- Assistente Allenatore: Graeme Jones
- Assistente Allenatore: Andy Holden
- Allenatore Portieri: Iñaki Bergara
- Allenatore Riserve: Alan Stubbs

## Rosa
Rosa, numerazione e ruoli, tratti dal sito ufficiale, sono aggiornati al 3 febbraio 2014.
| N. |                           | Ruolo | Calciatore               |
| -- | ------------------------- | ----- | ------------------------ |
| 1  | Spagna (bandiera)         | P     | Joel Robles              |
| 2  | Inghilterra (bandiera)    | D     | Tony Hibbert             |
| 3  | Inghilterra (bandiera)    | D     | Leighton Baines          |
| 4  | Irlanda (bandiera)        | C     | Darron Gibson            |
| 6  | Inghilterra (bandiera)    | D     | Phil Jagielka (capitano) |
| 7  | Irlanda (bandiera)        | C     | Aiden McGeady            |
| 8  | Costa Rica (bandiera)     | C     | Bryan Oviedo             |
| 9  | Costa d'Avorio (bandiera) | A     | Arouna Koné              |
| 10 | Spagna (bandiera)         | A     | Gerard Deulofeu          |
| 11 | Belgio (bandiera)         | A     | Kevin Mirallas           |
| 14 | Scozia (bandiera)         | A     | Steven Naismith          |
| 15 | Francia (bandiera)        | D     | Sylvain Distin           |
| 16 | Irlanda (bandiera)        | C     | James McCarthy           |
| 17 | Belgio (bandiera)         | A     | Romelu Lukaku            |
| 18 | Inghilterra (bandiera)    | C     | Gareth Barry             |
| 19 | Senegal (bandiera)        | A     | Magaye Gueye             |
| 20 | Inghilterra (bandiera)    | C     | Ross Barkley             |
| 21 | Inghilterra (bandiera)    | C     | Leon Osman               |
| 22 | Sudafrica (bandiera)      | C     | Steven Pienaar           |
| 23 | Irlanda (bandiera)        | D     | Séamus Coleman           |

| N. |                              | Ruolo | Calciatore         |
| -- | ---------------------------- | ----- | ------------------ |
| 24 | Stati Uniti (bandiera)       | P     | Tim Howard         |
| 26 | Inghilterra (bandiera)       | D     | John Stones        |
| 27 | Grecia (bandiera)            | A     | Apostolos Vellios  |
| 28 | Costa d'Avorio (bandiera)    | A     | Lacina Traoré      |
| 29 | Inghilterra (bandiera)       | D     | Luke Garbutt       |
| 30 | Portogallo (bandiera)        | A     | Francisco Júnior   |
| 31 | Irlanda del Nord (bandiera)  | C     | Matthew Kennedy    |
| 32 | Paraguay (bandiera)          | D     | Antolín Alcaraz    |
| 33 | Inghilterra (bandiera)       | C     | John Lundstram     |
| 34 | Irlanda (bandiera)           | D     | Shane Duffy        |
| 35 | Inghilterra (bandiera)       | A     | Conor McAleny      |
| 36 | Cina (bandiera)              | D     | Tyias Browning     |
| 37 | Trinidad e Tobago (bandiera) | A     | Hallam Hope        |
| 38 | Inghilterra (bandiera)       | D     | Matthew Pennington |
| 39 | Inghilterra (bandiera)       | C     | Conor Grant        |
| 40 | Gambia (bandiera)            | D     | Ibou Touray        |
| 41 | Inghilterra (bandiera)       | A     | Christopher Long   |
| 46 | Inghilterra (bandiera)       | P     | Mason Springthorpe |
|    | Rep. Ceca (bandiera)         | P     | Jindřich Staněk    |

## Calciomercato

### Sessione estiva (dall'1/7 all'1/9)
La sessione di mercato dell'Everton si sblocca l'8 luglio con l'acquisto dell'attaccante ivoriano Arouna Koné, in arrivo dal Wigan pagando una clausola rescissoria pari a 6 milioni di sterline. Il ventinovenne attaccante firma con i Toffees un triennale seguendo il suo ex allenatore Martínez nel nuovo club.
Il 9 luglio Antolín Alcaraz e Joel Robles, altri due ex giocatori del Wigan, approdano in casa Everton, il difensore paraguaiano passa a parametro zero firmando un biennale con i Toffees, mentre il portiere spagnolo lascia l'Atletico Madrid che ne deteneva il cartellino firmando un contratto che lo legherà all'Everton per cinque anni.
Il 10 luglio prosegue la settimana calda del mercato dei Blues con l'arrivo, in prestito dalla Cantera del Barça, del diciannovenne attaccante spagnolo Gerard Deulofeu.
Bloccato per tutto luglio e agosto, la finestra trasferimenti dell'Everton ritorna calda con un triplo approdo in casa Toffees. L'ultimo giorno di mercato infatti arrivano il giovane belga Romelu Lukaku in prestito dal Chelsea e Gareth Barry in prestito dal Manchester City, mentre a titolo definitivo è l'arrivo di James McCarthy, il giovane centrocampista irlandese, già allenato ai tempi del Wigan da Martínez, è acquistato per un totale di 13 milioni di sterline.
| Acquisti | Acquisti        | Acquisti        | Acquisti                      |
| R.       | Nome            | da              | Modalità                      |
| -------- | --------------- | --------------- | ----------------------------- |
| A        | Arouna Koné     | Wigan           | definitivo (£6 milioni)       |
| D        | Antolín Alcaraz |                 | svincolato                    |
| P        | Joel Robles     | Atlético Madrid | definitivo                    |
| A        | Gerard Deulofeu | Barcellona B    | prestito fino a fine stagione |
| A        | Romelu Lukaku   | Chelsea         | prestito fino a fine stagione |
| C        | James McCarthy  | Wigan           | definitivo (£13 milioni)      |
| C        | Gareth Barry    | Manchester City | prestito fino a fine stagione |

| Cessioni | Cessioni            | Cessioni       | Cessioni                          |
| R.       | Nome                | a              | Modalità                          |
| -------- | ------------------- | -------------- | --------------------------------- |
| A        | Jake Bidwell        | Brentford      | definitivo                        |
| D        | Phil Neville        |                | ritirato                          |
| P        | Ján Mucha           |                | svincolato                        |
| C        | Thomas Hitzlsperger |                | svincolato                        |
|          | Sam Kelly           | -              | svincolato                        |
| D        | Johan Hammar        |                | svincolato                        |
| C        | Conor McAleny       | Brentford      | prestito (dal 25/07 al 6/01/2014) |
| C        | Francisco Júnior    | Vitesse        | prestito fino a fine stagione     |
| C        | Marouane Fellaini   | Manchester Utd | definitivo (£27,5 milioni)        |
| C        | Victor Anichebe     | West Bromwich  | definitivo (£6 milioni)           |
| D        | Luke Garbutt        | Colchester Utd | prestito breve                    |
| D        | Shane Duffy         | Yeovil Town    | prestito breve                    |

### Sessione invernale (dall'1/1 all'31/1)
| Acquisti | Acquisti        | Acquisti       | Acquisti                      |
| R.       | Nome            | da             | Modalità                      |
| -------- | --------------- | -------------- | ----------------------------- |
| C        | Aiden McGeady   | Spartak Mosca  | definitivo                    |
| A        | Lacina Traoré   | Monaco         | prestito fino a fine stagione |
| D        | Luke Garbutt    | Colchester Utd | rientro dal prestito          |
| P        | Jindřich Staněk | Sparta Praga   | definitivo                    |

| Cessioni | Cessioni           | Cessioni         | Cessioni       |
| R.       | Nome               | a                | Modalità       |
| -------- | ------------------ | ---------------- | -------------- |
| A        | Nikica Jelavić     | Hull City        | definitivo     |
| D        | John Heitinga      | Fulham           | definitivo     |
| A        | Hallam Hope        | Northampton Town | prestito breve |
| D        | Matthew Pennington | Tranmere         | prestito breve |
| A        | Christopher Long   | MK Dons          | prestito breve |
| C        | Matthew Kennedy    | Tranmere         | prestito breve |
| D        | Tyias Browning     | Wigan            | prestito breve |
| P        | Mason Springthorpe | Woking           | prestito breve |

## Risultati

### Premier League

#### Girone d'andata
| Arbitro: | Michael Oliver |

|                                   |           |                         |
| Whittaker 51’ van Wolfswinkel 71’ | Marcatori | 61’ Barkley 62’ Coleman |

| Liverpool 24 agosto 2013, ore 15:00 BST 2ª giornata | Everton    | 0 – 0 referto | WBA | Goodison Park (36 410 spett.)\| Arbitro: \| Roger East \| |
| Arbitro:                                            | Roger East |               |     |                                                           |

| Cardiff 31 agosto 2013, ore 15:00 BST 3ª giornata | Cardiff City   | 0 – 0 referto | Everton | Cardiff City Stadium (27 344 spett.)\| Arbitro: \| Anthony Taylor \| |
| Arbitro:                                          | Anthony Taylor |               |         |                                                                      |

| Arbitro: | Howard Webb |

|              |           |  |
| Naismith 45’ | Marcatori |  |

| Arbitro: | Lee Mason |

|                               |           |                            |
| Morrison 31’ Noble 76’ (rig.) | Marcatori | 62’, 83’ Baines 85’ Lukaku |

| Arbitro: | Phil Dowd |

|                            |           |                     |
| Lukaku 5’, 37’ Barkley 25’ | Marcatori | 51’ Cabaye 89’ Rémy |

| Arbitro: | Jonathan Moss |

|                                          |           |            |
| Negredo 17’ Agüero 45’ Howard 69’ (aut.) | Marcatori | 16’ Lukaku |

| Arbitro: | Neil Swarbrick |

|                         |           |           |
| Mirallas 8’ Pienaar 45’ | Marcatori | 30’ Sagbo |

| Arbitro: | Anthony Taylor |

|  |           |                      |
|  | Marcatori | 68’ Lukaku 81’ Osman |

| Liverpool 3 novembre 2013, ore 13:30 GMT 10ª giornata | Everton      | 0 – 0 referto | Tottenham | Goodison Park (38 378 spett.)\| Arbitro: \| Kevin Friend \| |
| Arbitro:                                              | Kevin Friend |               |           |                                                             |

| Londra 9 novembre 2013, ore 15:00 GMT 11ª giornata | Crystal Palace | 0 – 0 referto | Everton | Selhurst Park (25 231 spett.)\| Arbitro: \| Craig Pawson \| |
| Arbitro:                                           | Craig Pawson   |               |         |                                                             |

| Arbitro: | Phil Dowd |

|                             |           |                                      |
| Mirallas 8’ Lukaku 72’, 82’ | Marcatori | 5’ Coutinho 19’ Suarez 89’ Sturridge |

| Arbitro: | Mike Jones |

|                                                |           |  |
| Deulofeu 45’ Coleman 49’ Oviedo 58’ Lukaku 79’ | Marcatori |  |

| Arbitro: | Martin Atkinson |

|  |           |            |
|  | Marcatori | 86’ Oviedo |

| Arbitro: | Howard Webb |

|          |           |              |
| Özil 80’ | Marcatori | 84’ Deulofeu |

| Arbitro: | Anthony Taylor |

|                                              |           |                     |
| Osman 18’ Coleman 73’ Barry 84’ Mirallas 90’ | Marcatori | 67’ (rig.) Berbatov |

| Arbitro: | Mason |

|                   |           |                         |
| Oviedo 70’ (aut.) | Marcatori | 66’ Coleman 84’ Barkley |

| Arbitro: | Probert |

|  |           |               |
|  | Marcatori | 25’ (rig.) Ki |

| Arbitro: | Clattenburg |

|                       |           |             |
| Coleman 9’ Lukaku 74’ | Marcatori | 66’ Ramírez |

#### Girone di ritorno
| Arbitro: | Probert |

|             |           |                   |
| Assaidi 49’ | Marcatori | 90’ (rig.) Baines |

| Arbitro: | Kevin Friend |

|                        |           |  |
| Barry 23’ Mirallas 59’ | Marcatori |  |

| Arbitro: | Michael Oliver |

|            |           |              |
| Lugano 75’ | Marcatori | 41’ Mirallas |

| Arbitro: | Martin Atkinson |

|                                           |           |  |
| Gerrard 21’ Sturridge 33’, 35’ Suárez 50’ | Marcatori |  |

| Arbitro: | Robert Madley |

|                           |           |            |
| Naismith 74’ Mirallas 85’ | Marcatori | 34’ Bacuna |

| Arbitro: | Mark Clattenburg |

|              |           |  |
| Adebayor 65’ | Marcatori |  |

| Arbitro: | Andre Marriner |

|                           |           |                                  |
| Naismith 61’ Mirallas 86’ | Marcatori | 23’ Puncheon 49’ Dann 73’ Jerome |

| Arbitro: | Lee Probert |

|           |           |  |
| Terry 90’ | Marcatori |  |

| Arbitro: | Jonathan Moss |

|            |           |  |
| Lukaku 81’ | Marcatori |  |

| Arbitro: | Lee Mason |

|  |           |                                  |
|  | Marcatori | 22’ Barkley 52’ Lukaku 87’ Osman |

| Arbitro: | Roger East |

|                            |           |          |
| Deulofeu 59’ Coleman 90+3’ | Marcatori | 68’ Cala |

| Arbitro: | Michael Oliver |

|                                          |           |                         |
| Baines 20’ (rig.) Lukaku 53’ Barkley 58’ | Marcatori | 33’ Bony 90+2’ Williams |

| Arbitro: | Anthony Taylor |

|             |           |                                                |
| Dejagah 71’ | Marcatori | 50’ (aut.) Stockdale 79’ Mirallas 87’ Naismith |

| Arbitro: | Martin Atkinson |

|                                           |           |  |
| Naismith 14’ Lukaku 34’ Arteta 61’ (aut.) | Marcatori |  |

| Arbitro: | Lee Probert |

|  |           |                  |
|  | Marcatori | 75’ (aut.) Brown |

| Arbitro: | Mark Clattenburg |

|                                |           |  |
| Baines 28’ (rig.) Mirallas 43’ | Marcatori |  |

| Arbitro: | Michael Oliver |

|                                      |           |  |
| Alcaraz 1’ (aut.) Coleman 31’ (aut.) | Marcatori |  |

| Arbitro: | Probert |

|                        |           |                           |
| Barkley 11’ Lukaku 65’ | Marcatori | 22’ Agüero 43’, 48’ Džeko |

| Arbitro: | Webb |

|  |           |                        |
|  | Marcatori | 9’ McCarthy 46’ Lukaku |

### League Cup
| Arbitro: | Keith Stroud |

|                            |           |             |
| Deulofeu 45’ Fellaini 115’ | Marcatori | 36’ Freeman |

| Arbitro: | Atkinson |

|                       |           |              |
| Berbatov 54’ Bent 68’ | Marcatori | 12’ Naismith |

### FA Cup
| Arbitro: | Howard Webb |

|                                          |           |  |
| Barkley 35’ Jelavić 44’, 68’ Coleman 76’ | Marcatori |  |

| Arbitro: | Anthony Taylor |

|  |           |                                         |
|  | Marcatori | 5’, 32’ Naismith 55’ Heitinga 84’ Gueye |

| Arbitro: | Kevin Friend |

|                                          |           |                      |
| Traoré 4’ Naismith 65’ Baines 72’ (rig.) | Marcatori | 72’ (rig.) de Guzmán |

| Arbitro: | Mark Clattenburg |

|                                           |           |            |
| Özil 7’ Giroud 83’, 85’ Arteta 68’ (rig.) | Marcatori | 32’ Lukaku |

## Statistiche

### Statistiche di squadra
| Competizione   | Punti | In casa | In casa | In casa | In casa | In casa | In casa | In trasferta | In trasferta | In trasferta | In trasferta | In trasferta | In trasferta | Totale | Totale | Totale | Totale | Totale | Totale | DR  |
| Competizione   | Punti | G       | V       | N       | P       | Gf      | Gs      | G            | V            | N            | P            | Gf           | Gs           | G      | V      | N      | P      | Gf     | Gs     | DR  |
| -------------- | ----- | ------- | ------- | ------- | ------- | ------- | ------- | ------------ | ------------ | ------------ | ------------ | ------------ | ------------ | ------ | ------ | ------ | ------ | ------ | ------ | --- |
| Premier League | 72    | 19      | 13      | 3       | 3       | 38      | 19      | 19           | 8            | 6            | 5            | 23           | 20           | 38     | 21     | 9      | 8      | 61     | 39     | +22 |
| FA Cup         | -     | 2       | 2       | 0       | 0       | 7       | 1       | 2            | 1            | 0            | 1            | 5            | 5            | 4      | 3      | 0      | 1      | 12     | 4      | +8  |
| League Cup     | -     | 1       | 1       | 0       | 0       | 2       | 1       | 1            | 0            | 0            | 1            | 1            | 2            | 2      | 1      | 0      | 1      | 3      | 3      | 0   |

### Statistiche dei giocatori
I giocatori in corsivo sono in prestito o si sono trasferiti in altre squadre durante la corrente stagione, i dati segnati si riferiscono alle sole partite giocate nella rosa dell'Everton.
| Giocatore       | Premier League | Premier League | Premier League | Premier League | FA Cup   | FA Cup | FA Cup      | FA Cup     | League Cup | League Cup | League Cup  | League Cup | Totale   | Totale | Totale      | Totale     |
| Giocatore       | Presenze       | Reti           | Ammonizioni    | Espulsioni     | Presenze | Reti   | Ammonizioni | Espulsioni | Presenze   | Reti       | Ammonizioni | Espulsioni | Presenze | Reti   | Ammonizioni | Espulsioni |
| --------------- | -------------- | -------------- | -------------- | -------------- | -------- | ------ | ----------- | ---------- | ---------- | ---------- | ----------- | ---------- | -------- | ------ | ----------- | ---------- |
| A. Alcaraz      | 6              | 0              | 0              | 0              | 1        | 0      | 0           | 0          | 0          | 0          | 0           | 0          | 7        | 0      | 0           | 0          |
| V. Anichebe     | 1              | 0              | 0              | 0              | 0        | 0      | 0           | 0          | 1          | 0          | 0           | 0          | 2        | 0      | 0           | 0          |
| L. Baines       | 32             | 5              | 6              | 0              | 3        | 1      | 0           | 0          | 0          | 0          | 0           | 0          | 35       | 6      | 6           | 0          |
| R. Barkley      | 34             | 6              | 5              | 0              | 3        | 1      | 0           | 0          | 1          | 0          | 0           | 0          | 38       | 7      | 5           | 0          |
| G. Barry        | 32             | 3              | 10             | 0              | 4        | 0      | 0           | 0          | 1          | 0          | 0           | 0          | 37       | 3      | 10          | 0          |
| T. Browning     | 0              | 0              | 0              | 0              | 0        | 0      | 0           | 0          | 0          | 0          | 0           | 0          | 0        | 0      | 0           | 0          |
| S. Coleman      | 36             | 6              | 3              | 0              | 3        | 1      | 0           | 0          | 2          | 0          | 1           | 0          | 41       | 7      | 4           | 0          |
| G. Deulofeu     | 25             | 3              | 1              | 0              | 2        | 0      | 0           | 0          | 2          | 1          | 0           | 0          | 29       | 4      | 1           | 0          |
| S. Distin       | 33             | 0              | 2              | 0              | 2        | 0      | 0           | 0          | 2          | 0          | 0           | 0          | 37       | 0      | 2           | 0          |
| S. Duffy        | 0              | 0              | 0              | 0              | 0        | 0      | 0           | 0          | 0          | 0          | 0           | 0          | 0        | 0      | 0           | 0          |
| M. Fellaini     | 3              | 0              | 0              | 0              | 0        | 0      | 0           | 0          | 1          | 1          | 0           | 0          | 4        | 1      | 0           | 0          |
| L. Garbutt      | 0              | 0              | 0              | 0              | 0        | 0      | 0           | 0          | 0          | 0          | 0           | 0          | 0        | 0      | 0           | 0          |
| D. Gibson       | 1              | 0              | 1              | 0              | 0        | 0      | 0           | 0          | 1          | 0          | 1           | 0          | 2        | 0      | 2           | 0          |
| C. Grant        | 0              | 0              | 0              | 0              | 0        | 0      | 0           | 0          | 0          | 0          | 0           | 0          | 0        | 0      | 0           | 0          |
| M. Gueye        | 0              | 0              | 0              | 0              | 1        | 1      | 0           | 0          | 0          | 0          | 0           | 0          | 1        | 1      | 0           | 0          |
| J. Heitinga     | 1              | 0              | 0              | 0              | 2        | 1      | 0           | 0          | 2          | 0          | 0           | 0          | 5        | 1      | 0           | 0          |
| T. Hibbert      | 1              | 0              | 0              | 0              | 2        | 0      | 0           | 0          | 1          | 0          | 0           | 0          | 4        | 0      | 0           | 0          |
| H. Hope         | 0              | 0              | 0              | 0              | 0        | 0      | 0           | 0          | 0          | 0          | 0           | 0          | 0        | 0      | 0           | 0          |
| T. Howard       | 37             | 0              | 4              | 1              | 0        | 0      | 0           | 0          | 0          | 0          | 0           | 0          | 37       | 0      | 4           | 1          |
| P. Jagielka     | 26             | 0              | 2              | 0              | 2        | 0      | 0           | 0          | 2          | 0          | 0           | 0          | 30       | 0      | 2           | 0          |
| N. Jelavic      | 9              | 0              | 0              | 0              | 1        | 2      | 0           | 0          | 0          | 0          | 0           | 0          | 10       | 2      | 0           | 0          |
| F. Junior       | 0              | 0              | 0              | 0              | 0        | 0      | 0           | 0          | 0          | 0          | 0           | 0          | 0        | 0      | 0           | 0          |
| M. Kennedy      | 0              | 0              | 0              | 0              | 0        | 0      | 0           | 0          | 0          | 0          | 0           | 0          | 0        | 0      | 0           | 0          |
| A. Koné         | 5              | 0              | 0              | 0              | 0        | 0      | 0           | 0          | 1          | 0          | 0           | 0          | 6        | 0      | 0           | 0          |
| C. Long         | 0              | 0              | 0              | 0              | 0        | 0      | 0           | 0          | 0          | 0          | 0           | 0          | 0        | 0      | 0           | 0          |
| J. Lundstram    | 0              | 0              | 0              | 0              | 0        | 0      | 0           | 0          | 0          | 0          | 0           | 0          | 0        | 0      | 0           | 0          |
| R. Lukaku       | 31             | 15             | 1              | 0              | 1        | 1      | 0           | 0          | 1          | 0          | 0           | 0          | 33       | 16     | 1           | 0          |
| C. McAleny      | 0              | 0              | 0              | 0              | 0        | 0      | 0           | 0          | 0          | 0          | 0           | 0          | 0        | 0      | 0           | 0          |
| J. McCarthy     | 34             | 1              | 4              | 0              | 4        | 0      | 1           | 0          | 1          | 0          | 1           | 0          | 39       | 1      | 6           | 0          |
| A. McGeady      | 16             | 0              | 0              | 0              | 2        | 0      | 0           | 0          | 0          | 0          | 0           | 0          | 18       | 0      | 0           | 0          |
| K. Mirallas     | 32             | 8              | 5              | 0              | 4        | 0      | 0           | 0          | 1          | 0          | 0           | 0          | 37       | 8      | 5           | 0          |
| S. Naismith     | 32             | 5              | 1              | 0              | 3        | 3      | 1           | 0          | 2          | 1          | 0           | 0          | 37       | 9      | 2           | 0          |
| L. Osman        | 38             | 3              | 4              | 0              | 4        | 0      | 0           | 0          | 1          | 0          | 0           | 0          | 43       | 3      | 4           | 0          |
| B. Oviedo       | 9              | 2              | 1              | 0              | 2        | 0      | 0           | 0          | 2          | 0          | 1           | 0          | 13       | 2      | 2           | 0          |
| M. Pennington   | 0              | 0              | 0              | 0              | 0        | 0      | 0           | 0          | 0          | 0          | 0           | 0          | 0        | 0      | 0           | 0          |
| S. Pienaar      | 23             | 1              | 2              | 0              | 2        | 0      | 0           | 0          | 0          | 0          | 0           | 0          | 25       | 1      | 2           | 0          |
| J. Robles       | 2              | 0              | 0              | 0              | 4        | 0      | 0           | 0          | 2          | 0          | 0           | 0          | 8        | 0      | 0           | 0          |
| M. Springthorpe | 0              | 0              | 0              | 0              | 0        | 0      | 0           | 0          | 0          | 0          | 0           | 0          | 0        | 0      | 0           | 0          |
| J. Stones       | 21             | 0              | 1              | 0              | 3        | 0      | 0           | 0          | 2          | 0          | 1           | 0          | 26       | 0      | 2           | 0          |
| I. Touray       | 0              | 0              | 0              | 0              | 0        | 0      | 0           | 0          | 0          | 0          | 0           | 0          | 0        | 0      | 0           | 0          |
| L. Traoré       | 1              | 0              | 0              | 0              | 1        | 1      | 0           | 0          | 0          | 0          | 0           | 0          | 2        | 1      | 0           | 0          |
| A. Vellios      | 0              | 0              | 0              | 0              | 0        | 0      | 0           | 0          | 0          | 0          | 0           | 0          | 0        | 0      | 0           | 0          |